# Seznam slovenskih zemljepisnih imen Furlanije - Julijske krajine
Seznam slovenskih zemljepisnih imen Furlanije - Julijske krajine.

## Seznam

### A
| Italijansko                      | Slovensko                                 |
| -------------------------------- | ----------------------------------------- |
| Abisso del Diavolo               | Brezno pod Kokošjo                        |
| Alberone                         | Aborna                                    |
| Aclete                           | Ahlete                                    |
| Albana                           | Ibana                                     |
| Alpe del Lago                    | Jezerska planina                          |
| Alpi Carniche                    | Karnijske Alpe                            |
| Alpi Giulie                      | Julijske Alpe, Julijci                    |
| Altana                           | Utana                                     |
| Alta Val Torre                   | Terska dolina                             |
| Altipiano del Montasio           | Montaževa visoka planota/Montaževe police |
| Antro                            | Landar                                    |
| Aquileia                         | Oglej                                     |
| Aquilinia (tudi Zaule)           | Žavlje                                    |
| Area Marina Protetta di Miramare | Naravni morski rezervat Miramar           |
| Aris                             | Darež                                     |
| Artegna                          | Ratenj                                    |
| Attimis                          | Ahten                                     |
| Aupa                             | Avpa                                      |
| Aurisina (nekoč Nabresina)       | Nabrežina                                 |
| Aurisina Cave                    | Nabrežina Kamnolomi                       |
| Località Aurisina Santa Croce    | Nabrežina Križ                            |
| Azzida                           | Ažla                                      |

### B
| Italijansko                  | Slovensko                         |
| ---------------------------- | --------------------------------- |
| Bagni di Lusnizza            | Lužnice                           |
| Bagnoli della Rosandra       | Boljunec                          |
| Bahovec                      | Bahovec (381 m)                   |
| Baia di Muggia               | Miljski zaliv ali Žaveljski zaliv |
| Baia di San Bartolomeo       | Draga/Zaliv sv. Jerneja           |
| Baia di Sistiana             | Sesljanski zaliv                  |
| Baita                        | Kržada-Bajta                      |
| Banne                        | Bani                              |
| Barbana nel Collio           | Brban                             |
| Barcola                      | Barkovlje                         |
| Becis                        | Bečja                             |
| Belpoggio                    | Beloglav                          |
| Berda                        | Budaži                            |
| Berdo                        | Brdo (387 m)                      |
| Berne                        | Brni                              |
| Casali Bernich               |                                   |
| Bistrigna                    | Bistrinja                         |
| Bodigoi                      | Bodguji (Budgoji)                 |
| Bordon                       | Bordoni                           |
| Bonetti                      | Boneti                            |
| Borgnano                     | Bornjan                           |
| Borgo Grotta Gigante         | Briščiki                          |
| Borgo di Mezzo               | Srednja vas                       |
| Borgo di Sopra               | Gorenji konac                     |
| Borgo di Sotto               | Dolan konac                       |
| Borgo Molinar                | Mlinarje                          |
| Borgo Mulinars               | Podlopata (Miheliči)              |
| Borgo Pascolo                | Podžlebec                         |
| Borgo San Nazario            |                                   |
| Boschini (tudi Ussia, Ussie) | Ušje                              |
| Bosco Iver                   | V Iverjih                         |
| Boscoverde (Trbiž)           |                                   |
| Bottazzo/Botazzo             | Botač                             |
| Brazzano                     | Bračan                            |
| Brida di Sopra               | Gorenje Bardo                     |
| Brida di Sotto               | Dolenje Bardo                     |
| Brinizza                     | Brinica                           |
| Brischis                     | Brišč                             |
| Bristie                      | Brišče                            |
| Bucovizza                    | Bukovica                          |
| Bucuie                       | Bukovje                           |

### C
| Italijansko                                                | Slovensko                      |
| ---------------------------------------------------------- | ------------------------------ |
| Campeglio                                                  | Čampej                         |
| Camporosso in Valcanale                                    | Žabnice                        |
| Campo Sacro                                                | Božje Polje                    |
| Canalaz                                                    | Kanalac                        |
| Canal del Ferro/Cjanâl dal Fier /Valle del Fella /Eisental | Železna dolina ali dolina Bele |
| Canale dell'Inferno                                        | Pleče                          |
| Canale di Raccolana (Val Raccolana)                        | Reklanska dolina               |
| Canalutto                                                  | Skrila                         |
| Canebola                                                   | Čenebola (Čaniebola)           |
| Capio di Levante                                           | Kopinj                         |
| Capriva del Friuli                                         | Koprivno                       |
| Caresana                                                   | Mačkolje                       |
| Carnia                                                     | Karnija                        |
| Carnizza di Rio Zapraha                                    | Žabniška krnica                |
| Carso Triestino (e Isontino)                               | Tržaški (in Obsoški) Kras      |
| Località Case Noris                                        | Znorišče                       |
| Castellazzo                                                | Gradina                        |
| Castelletto                                                | Gradič                         |
| Castelleto Versa                                           | Vipolže (mejni prehod)         |
| Castelliere di Sales                                       | Gradišče (316 m)               |
| Castelmonte                                                | Stara gora nad Čedadom         |
| Castel Rubbia                                              | Rubije                         |
| Cattinara                                                  | Katinara                       |
| Casali Cauz                                                | Kalc                           |
| Cave del Predil                                            | Rabelj                         |
| Cave di Selz                                               | Selce (Občina Ronke)           |
| Cechenel                                                   |                                |
| Cedas                                                      | Čedaž                          |
| Cedermas                                                   | Čedarmaci                      |
| Celivec                                                    | Celivec (464 m)                |
| Cepletischis                                               | Čeplešišče                     |
| Cernetig                                                   | Černeče                        |
| Ceroglie dell'Ermada                                       | Cerovlje                       |
| Monte Cerreto                                              | Grmada                         |
| Centa                                                      | Britof                         |
| (Castello di) Cergneu                                      | (Grad) Čarnjeja                |
| Cergneu Inferiore                                          | Dolenjena Černjeja             |
| Cergneu Superiore                                          | Gorenja Černjeja               |
| Cerna Grisa                                                | Črna Griža                     |
| Cervignano del Friuli                                      | Červinjan                      |
| Cesariis                                                   | Pod Bardo (Pod Brdo)           |
| Chiadino                                                   | Kjadin                         |
| Chiarbola                                                  | Čarbola                        |
| Chialminis                                                 | Vizont                         |
| Chiampore                                                  | Čampore                        |
| Chiusaforte                                                | Kluže                          |
| Cialla                                                     | Čela (Čêla)                    |
| Cicigolis                                                  | Ščigle                         |
| Cima Alta delle Madri dei Camosci                          | Gamsova mati                   |
| Cima Alta di Riobianco                                     | Visoka Bela špica              |
| Cima Bella                                                 | Lepi Vršič                     |
| Cima del Cacciatore                                        | Kamniti lovec                  |
| Cima delle Cenge                                           | Visoka polica                  |
| Cima della Terra Rossa (Cima di Terrarossa)                | Špik Hude police               |
| Cima del Lago                                              | Jerebica                       |
| Cima del Vallone                                           | Krniška špica                  |
| Cima di Piertrarossa                                       | Gouc/Golec?                    |
| Cima di Riofreddo                                          | Divja koza                     |
| Cima Scabre                                                |                                |
| Cima Verde                                                 | Vrh Brda                       |
| Cime Castrein                                              | Košutnikove špice              |
| Cima Muli                                                  | Mulejev vrh                    |
| Cime delle Puartate                                        | Nižnji vrhovi                  |
| Cime Gambon                                                | Špik nad tratico               |
| Cinque Punte                                               | Rabeljske špice                |
| Ciseriis                                                   | Čežarjeali Čižerji             |
| Ciubiz                                                     | Čubci                          |
| Ciuc                                                       | Čuk (359 m)                    |
| Cividale del Friuli                                        | Čedad                          |
| Clabuzzaro                                                 | Breg (Brieg)                   |
| Cladis                                                     | Kladje                         |
| Cladrecis                                                  | Selce (Seucè)                  |
| Clap                                                       | Podrata                        |
| Clastra                                                    | Hlasta                         |
| Clavora                                                    | Klavora                        |
| Clenia                                                     | Klenje                         |
| Clinaz                                                     | Klinac                         |
| Clodig                                                     | Hlodič                         |
| Coccau                                                     | Kokovo                         |
| Codromaz                                                   | Kodarmac (Kodermaci)           |
| Col dell'Agnello                                           | Jarovca (424 m)                |
| Colle dell'Anitra                                          | Pačni hrib (413 m)             |
| Colle Nero (Cerna Grisa)                                   | Črna Griža                     |
| Colle Pauliano                                             | Pavlji vrh                     |
| Collio                                                     | Brda                           |
| Colludrozza                                                | Koludrovica                    |
| Cologna                                                    | Kolonja                        |
| Colrotondo                                                 | Črni vrh (1486 m)              |
| Conconello                                                 | Ferlugi                        |
| Località Conigo                                            | Konično                        |
| Contovello                                                 | Kontovel                       |
| Coos                                                       | Kos                            |
| Coritis                                                    | Korito (Korïto)                |
| (torrente) Corno                                           | (potok) Koren                  |
| Corno di Rosazzo                                           | Koren                          |
| Cormons                                                    | Krmin                          |
| Cornappo                                                   | Karnahta                       |
| Correda                                                    | Koreda                         |
| Cosizza                                                    | Kozice                         |
| Cosson                                                     | Košoni                         |
| Costa                                                      | Podgrad ali Zagrad             |
| Costalunga                                                 | Vile                           |
| Cotici                                                     | Cotiči                         |
| Costne                                                     | Hostne                         |
| Covacevizza                                                | Kovačevica                     |
| Craoretto                                                  | Kravoret (Kravorajda)          |
| Cras                                                       | Kras                           |
| Crastie                                                    | Hrastje                        |
| Craver(o)                                                  | Kravar                         |
| Creta di Aip/Trogkofel                                     | Veliki Koritnik                |
| Crociata (nekoč Crociata di Prebenico)                     | Križpot                        |
| Crogole                                                    | Kroglje                        |
| Crosada                                                    |                                |
| Cucco                                                      | Kuk                            |
| Cuel di Lanis                                              | Lanež                          |

### D
| Italijansko                   | Slovensko       |
| ----------------------------- | --------------- |
| Debellis                      | Debeleš         |
| Devetachi                     | Devetaki        |
| Devincina                     | Devinščina      |
| Doberdò del Lago              | Doberdob        |
| Dogna                         | Dunja           |
| Dolegna del Collio            | Dolenje v Brdih |
| Dolegnano                     | Dolenjan        |
| Domenis                       | Domejža         |
| Domio                         | Domjo           |
| Dosso Gais                    | Kozji hrbet     |
| Draga (nekoč Draga Sant'Elia) | Draga           |
| Drenchia                      | Dreka           |
| Duino                         | Devin           |
| Due Pizzi                     | Dve špici       |

### E
| Italijansko  | Slovensko |
| ------------ | --------- |
| Erba         | Jarbe     |
| Erbezzo      | Arbeč     |
| Monte Ermada | Grmada    |

### F
| Italijansko                     | Slovensko                                 |
| ------------------------------- | ----------------------------------------- |
| Faedis                          | Fojda                                     |
| Falesie di Duino                | Devinske stene                            |
| Farnei                          | Farned                                    |
| Farra d'Isonzo                  | Fara ob Soči                              |
| (fiume) Fella                   | Bela                                      |
| Fernetti                        | Fernetiči                                 |
| Flaipano                        | Fejplan                                   |
| Fogliano Redipuglia             | Foljan - Sredipolje                       |
| Forcella Cuel Tarond            | Čez Vančelo                               |
| Forca dei Disteis               | Vrh Strmali                               |
| Forca de lis Sieris             | Škrbina nad Tratico                       |
| Forcella di Riofreddo           | Trbiška škrbinica                         |
| Forca del Palone                | Škrbina nad Cijanerico                    |
| Forcella Lavinal dell'Orso      | Škrbina Prednje Špranje                   |
| Forcella Mose                   | Škrbina Zadnje špranje, Mojzesova škrbina |
| Foresta di Fusine               | Fužinski gozd                             |
| Foresta di Tarvisio             | Trbiški gozd                              |
| Fornaci                         |                                           |
| Giassico                        | Jasih                                     |
| Foronon del Buinz               | Špik nad Nosom                            |
| Fossa di Carnizza               | Krnica                                    |
| Fragielis, Fragellis, Fradeu    | Fradjel, Fradel                           |
| Francovez                       | Frankovec                                 |
| Fratta                          | Frata                                     |
| Fusine in Valromana (Valcanale) | Fužine/Bela peč                           |

### G
| Italijansko                                      | Slovensko                            |
| ------------------------------------------------ | ------------------------------------ |
| Gabria                                           | Gabrje                               |
| Gabrovizza                                       |                                      |
| Gabrovizza (nekoč Gabrovizza San Primo)          | Gabrovec                             |
| Gagliano                                         | Galjan                               |
| Galleria di Bretto                               | Štoln                                |
| Gemona del Friuli                                | Humin, Gumin                         |
| Giasbana                                         | Jazbine                              |
| Giassico                                         | Jasih                                |
| Gnidovizza                                       | Gniduca                              |
| Gniva                                            | Njiva (Njïwa)                        |
| Gnivizza                                         | Njivica (Njivca)                     |
| Golfo (Baia) di Panzano                          | Tržiški zaliv                        |
| Golfo di Trieste                                 | Tržaški zaliv                        |
| Goli vrh                                         | Goli vrh (515 m)                     |
| Goregnavas                                       | Gorenja vas                          |
| Goricizza                                        | Goričica                             |
| Gorizia                                          | Gorica                               |
| Gradisca d'Isonzo                                | Gradišče ob Soči                     |
| Gradiscutta                                      | Gradiškuta                           |
| Grado                                            | Gradež                               |
| Grande Nabois                                    | Veliki Nabojs                        |
| Gran Monte                                       | Stolov greben (Stol, Julijske Alpe)  |
| Gretta                                           | Greta                                |
| Grignano                                         | Grljan                               |
| Grimacco                                         | Garmak (Grmek)                       |
| Monte Grisa                                      | Vejna                                |
| Gropada                                          | Gropada                              |
| Grostu                                           | Hrastovlje                           |
| Grotta                                           | Jama                                 |
| Grotta di San Giovanni d'Antro                   | Landarska jama                       |
| (Pozzo di) Grotta Gigante (Grotta di Brisciachi) | Briškovska jama (Jama pri Briščikih) |
| Grotta (o Abisso) di Trebiciano                  | Labodnica                            |
| Grozzana                                         | Gročana                              |
| Grudnov hrib                                     | Grudnov hrib (427 m)                 |

### H
| Italijansko   | Slovensko |
| ------------- | --------- |
| Monte Hermada | Grmada    |
| Hervati       | Hrvati    |

### I
| Italijansko                  | Slovensko |
| ---------------------------- | --------- |
| Iainich                      | Jagnjed   |
| Iamiano (tudi Jamiano)       | Jamlje    |
| Iellina                      | Jelina    |
| Ieronizza                    | Jeronišče |
| Iessegna                     | Jesenje   |
| Iesizza                      | Ješičje   |
| (fiume) Isonzo               | Soča      |
| Issari                       | Hišarji   |
| (fiume) Iudrio (tudi Judrio) | Idrija    |

### J
| Italijansko                      | Slovensko                               |
| -------------------------------- | --------------------------------------- |
| Jamiano (tudi Iamiano)           | Jamlje                                  |
| (fiume) Judrio (tudi Iudrio)     | Idrija                                  |
| Jôf di Dogna                     | Vrh Dunje                               |
| Jôf Fuart                        | Viš                                     |
| Jôf del Lago                     | Vrh nad jezerom                         |
| Jôf di Montasio                  | Montaž, Špik nad Policami, Poliški Špik |
| Jôf di Miezegnot                 | Poldnašnja špica                        |
| Jôf di Sompdogna (tudi Samdogna) | Krniška glavica                         |

### K
| Italijansko | Slovensko        |
| ----------- | ---------------- |
| Kamičelo    | Kamičelo (420 m) |
| Kosmatec    | Kosmatec (502 m) |

### L
| Italijansko           | Slovensko                           |
| --------------------- | ----------------------------------- |
| La Bernadia           | Barnadija                           |
| Lacotisce             | Lakotišče                           |
| Laghi di Fusine       | Belopeška jezera                    |
| Laglesie San Leopoldo | Lipalja vas                         |
| Lago del Predil       | Rabeljsko jezero                    |
| Lago di Doberdò       | Doberdobsko jezero                  |
| Lago di Pietrarossa   | Prelestno jezero, tudi Laško jezero |
| Lago di Sablici       | Sabeljsko jezero                    |
| Laguna di Grado       | Gradeška laguna                     |
| Laguna di Marano      | Maranska laguna                     |
| Lainari               | Lajnarji                            |
| Monte Lanaro          | Volnik                              |
| Lase                  | Laze                                |
| Lasiz                 | Laze                                |
| Laurini               | Brajda                              |
| Lischiazze            | Liščaca                             |
| Longera               | Lonjer                              |
| Lonzano               | Hravacija, Lože                     |
| Lucinico              | Ločnik                              |
| Lussari               | Zamline                             |
| Lusevera              | Bardo (Brdo)                        |

### M
| Italijansko                         | Slovensko                                  |
| ----------------------------------- | ------------------------------------------ |
| Mainizza                            | Majnice                                    |
| Malborghetto                        | Naborjet                                   |
| Malchina                            | Mavhinje                                   |
| Malga Bauka                         | Planina Bavha                              |
| Malga Ravna                         | Planina Ravna                              |
| Malga Saisera                       | Planina Zajzera                            |
| Malga Strechizza                    | Planina Strehica                           |
| Marcolini                           | Markolini                                  |
| Marcolino                           | Lajšče                                     |
| Marcottini                          | Poljane                                    |
| Mariano del Friuli                  | Marjan                                     |
| Masarolis                           | Mažerole (Mažeruola)                       |
| Masseris                            | Mašera ali Mašere                          |
| Mattonaia                           | Krmenka                                    |
| Medea                               | Medeja                                     |
| Medeazza                            | Medjevas                                   |
| Mernicco                            | Mirnik                                     |
| Merso di Sotto                      | Dolenja Miersa                             |
| Mezzomonte                          |                                            |
| Micoli                              | Mikoli                                     |
| Micottis                            | Sedlišča (Mekota)                          |
| Miramare                            | Miramar                                    |
| Mirnig                              | Mirnik                                     |
| Ponte Miscecco                      | Podmišček                                  |
| Moccò/Moceo                         | Zabrežec                                   |
| Modeon del Montasio                 | Špik nad Plazom                            |
| Moggio Udinese                      | Možec/Mužac/Možac/Možnica                  |
| Moimacco                            | Mojmak                                     |
| Moldiaria                           |                                            |
| Molino Vecchio                      | Podrob                                     |
| Monfalcone                          | Tržič                                      |
| Monrupino                           | Repentabor                                 |
| Monteaperta                         | Viškorša                                   |
| Montemaggiore (di Taipana)          | Brezje (Briezia)                           |
| Montenars                           | Gorjani v Benečiji                         |
| Montefosca                          | Črni vrh (Čarni varh)                      |
| (quartiere) Montesanto              | Svetogorska četrt                          |
| Monticello di Cormons/Novali        | Novaje                                     |
| Moraro                              | Moraro                                     |
| Mossa                               | Moš (tudi Moša)                            |
| Muda                                | Muta                                       |
| Muggia                              | Milje                                      |
| Musi                                | Mužac/Mužci                                |
| Monte Acomizza                      | Zahomec                                    |
| Monte Anuto                         | Špik                                       |
| Monte Babiza                        | Babica (219 m)                             |
| Monte Belvedere                     | Banovski hrib (447 m)                      |
| Monte Bila pec                      | Bela peč                                   |
| Monte Briniza                       | Brinica                                    |
| Monte Brestovi (nekoč)              | Brestovec (208 m)                          |
| Monte Buconig                       | Bukovnik (2076 m)                          |
| Monte Calvario (tudi Monte Podgora) | Kalvarija                                  |
| Monte Calvo                         | Globonjar                                  |
| Monte Calvo                         | Goli vrh (454 m)                           |
| Monte Canin                         | Visoki Kanin                               |
| Monte Capin di Ponente              | Veliki Kopinj                              |
| Monte Carso                         | Mali Kras                                  |
| Monte Cavallar                      | Kavalar (tudi Kavalarka)                   |
| Monte Cavallo di Pontebba           | Konjski Špik                               |
| Monte Cavallo                       | Konjić                                     |
| Monte Chiampon                      | Veliki Karman (1709 m)                     |
| Monte Chila                         | Kila (1420 m)                              |
| Monte Cimone                        | Strma peč                                  |
| Monte Cocco                         | Kovk/Kok/Kuk                               |
| Monte Cocco                         | Piciganišče (vrh)                          |
| Monte Cocusso                       | Kokoš                                      |
| Monte Coppa                         | Kopa (na nekaterih zemljevidih tudi Kopje) |
| Monte Cosici                        | Kosiči                                     |
| Monte Coste                         | Gradec (Kosten) (410 m)                    |
| Monte Cregnedul                     | Vrh Krnega dola                            |
| Monte Cuarnan                       | Mali Karman (1372 m)                       |
| Monte Cum                           | Hum                                        |
| Monte Debeli                        | Debeli vrh                                 |
| Monte dei Pini                      | Goli vrh (476 m)                           |
| Monte Ermada                        | Grmada                                     |
| Monte Florianca                     | Florjanka                                  |
| Monte Forno                         | Peč                                        |
| Monte Franco                        | Frankovec (407 m)                          |
| Monte Gaia                          | Gaja (434 m)                               |
| Monte Goli                          | Golič                                      |
| Monte Grisa                         | Vejna / Griža? (337 m)                     |
| Monte Grociana                      | Mala Gročanica (474 m)                     |
| Monte Guaric                        | Kozjak (712 m)                             |
| Monte Gurca                         | Gorka / Kontovelski hrib (371 m)           |
| Monte Ieduzza                       | Jeduca                                     |
| Monte Joanaz                        | Ivanac                                     |
| Monte Lanaro                        | Volnik                                     |
| Monte Laschiplas                    | Laški plaz                                 |
| Monte Lavara                        | Golc                                       |
| Monte Maggiore (nekoč)              | Matajur                                    |
| Monte di Medea                      | Medejski hrib                              |
| Monte Mia                           | Mija                                       |
| (Cime del) Monte Musi               | Muzac                                      |
| Monte Nebria                        | Podgorski vrh                              |
| Monte nero                          | Črni vrh                                   |
| Monte Orsario                       | Veliki Medvedjak (472 m)                   |
| Monte Pipar                         | Pipar                                      |
| Monte Plauris                       | Lopič                                      |
| Monte Pleccia                       | Pleče                                      |
| Monte Poggioreale                   | Selivec (399 m)                            |
| Monteprato                          | Karnica                                    |
| Monte Quarin                        | Krminska gora                              |
| Monte Radio                         | Trstenik                                   |
| Monte Re                            | Kraljevska špica                           |
| Monte Ruschie                       | Rušje                                      |
| Monte Sagran                        | Konjščica                                  |
| Monte San Leonardo                  | Sv. Lenart (vrh)                           |
| Monte San Martino                   | Sveti Martin                               |
| Monte San Michele (Gorizia)         | Debela griža                               |
| Monte San Michele (Trieste)         | Sveti Mihael (233 m)                       |
| Monte San Rocco                     | Koromačnik (104 m)                         |
| Monte Santo di Lussari              | Svete Višarje                              |
| Monte Sart                          | Žrd                                        |
| Monte Schenone                      | Lipnik                                     |
| Monte Scozza                        | Nabrežinski hrib (275 m)                   |
| Monte Sei Busi                      |                                            |
| Monte Spaccato                      | Draščica                                   |
| Monte Stena                         | Griža (441 m)                              |
| Monte Straza                        | Straža                                     |
| Monte Strechizza                    | Strehica                                   |
| Monte Tasso                         | Jazbeni vrh (321 m)                        |
| Monte Testa grande                  | Velika glava (1565 m)                      |
| Monte Trmun                         | Trmun (161 m)                              |
| Monte Usello                        | Čelo (120 m)                               |
| Monte Vojstri (Voistri)             | Ostri vrh (498 m)                          |
| Monte Zabus                         | Zabuš                                      |
| Monte Zacozarciza                   | Zakozarčak                                 |
| Monte Zaiavor                       | Zajauron, Zajavor?                         |
| Mulinârs                            | Miheliči                                   |

### N
| Italijansko            | Slovensko       |
| ---------------------- | --------------- |
| Nabardo                | Bardo (Brdo)    |
| Nadpeč                 | Nadpeč (500 m)  |
| (fiume) Natisone       | Nadiža (Nediža) |
| Neri                   | Črnci           |
| Nimis                  | Neme (Nieme)    |
| Nivize                 | Njivice (523 m) |
| Noghera                | Oreh            |
| Novacuzzo              |                 |
| Novela                 | Novela (377 m)  |
| Nuova Stazione (Trbiž) | Nova postaja    |

### O
| Italijansko                   | Slovensko        |
| ----------------------------- | ---------------- |
| Obenetto                      | Dubenje          |
| Oborza                        | Oborča (Obuorča) |
| Obranche                      | Obranki          |
| (Villa) Opicina (tudi Opcina) | Opčine           |
| Opicina Campagna              | Opčine-Polje     |
| Ortigara in Valromana         | Koprivnik        |
| Oseacco                       | Osojane/Osoanë   |
| Osgnetto                      | Ošnije, Ošnje    |
| Oslavia                       | Oslavje          |
| Oznebrida                     | Očeberdo         |

### P
| Italijansko                                         | Slovensko                      |
| --------------------------------------------------- | ------------------------------ |
| Padriciano                                          | Padriče                        |
| Palchisce                                           | Palkišče                       |
| Parkljev hrib                                       | Parkljev hrib (317 m)          |
| Passo del Predil                                    | prelaz Predel                  |
| Passo di Pramollo, (Nassfeld)                       | prelaz Mokrine                 |
| Passo di Tanamea                                    | Tam na meji                    |
| Peci                                                | Peč                            |
| Pecolle                                             | Dubje                          |
| Pedrosa                                             | Pedroza                        |
| Pers                                                | Breg (Brieh)                   |
| Pese di Grozzana (neuradno)                         | Pesek                          |
| Peteano                                             | Petovlje                       |
| Monte Podgora (tudi monte Calvario)                 | Kalvarija (tudi Podgora)       |
| Pian dei Ciclamini                                  | Srienji Bosk                   |
| Piazzutta                                           | Placuta                        |
| Picco di Mezzodì                                    | Poldnik                        |
| Piccolo Lenaro                                      | Golec (533 m)                  |
| Picoliscis                                          |                                |
| Picon                                               | Pikon                          |
| Piedimonte del Calvario (nekoč Podgora)             | Podgora                        |
| Piščanci (nekoč Pischianzi, Pis'cianzi, Sottomonte) | Piščanci                       |
| Piščanec                                            | Piščanec (515 m)               |
| Piuma (tudi Peuma)                                  | Pevma                          |
| (torrente) Piumizza                                 | Pevmica                        |
| Plagna                                              | Planja Kresnica                |
| Plan del Grisa                                      | Vejna                          |
| Plataz                                              | Platac                         |
| Platischis                                          | Plestišča                      |
| (Valico di) Plessiva                                | Plešivo, mejni prehod Medana   |
| Pleziche                                            | Plečke                         |
| Plezzut                                             | Bovček                         |
| Poclanz                                             | Podklanc                       |
| Podgora                                             | Podgora (Podguora*)            |
| Podlach                                             | Podlak                         |
| Podpuie                                             |                                |
| Podresca                                            | Podrskje (Podarskije)          |
| Podveliki vrh                                       | Podveliki vrh (426 m)          |
| Poggio Terza Armata - Sdraussina                    | Zdravščine                     |
| Poianis                                             | Poljane                        |
| Polazzo                                             | Polač                          |
| Polizza                                             | Polica                         |
| Polonetto                                           |                                |
| Ponte Miscecco                                      | Podmišček                      |
| Pontebba                                            | Tablja                         |
| Pontebbana                                          | Tabeljska cesta                |
| Porttela                                            | Vrška škrbina                  |
| Portis                                              | Vrata                          |
| Porzûs                                              | Porčinj                        |
| Postacco                                            | Pouštjak                       |
| Povici di Sopra                                     | Zgornji Pobič                  |
| Povoletto                                           | Poulét                         |
| Pradielis                                           | Ter                            |
| Prapotnizza                                         | Praponca                       |
| Prato di Resia                                      | Ravanca                        |
| Prebeneg (negoč Prebenico)                          | Prebeneg                       |
| Caresana                                            | Križpot                        |
| Precenico (di Comeno)                               | Prečnik                        |
| Predil                                              | Predel                         |
| Premariacco                                         | Premarjak                      |
| Prepotto                                            | Prapotno                       |
| Prepotto di San Pelagio                             | Praprot                        |
| Prepotischis                                        | Praprotišča (Muci, Prapotišče) |
| Presserie                                           | Preserje                       |
| Prestento                                           | Podskala ali Prištint          |
| Prosecco                                            | Prosek                         |
| Prossenico                                          | Prosnid                        |
| Puglie (di Domio)                                   | Pulje                          |
| Pulfero                                             | Podbonesec (Podbuniesac)       |
| Punta Sdobba                                        | Zdoba                          |
| Punta Sottile                                       | Tanki rtič                     |
| Puoie                                               | Polje                          |
| Purgessimo                                          | Presnje                        |

### Q
| Italijansko    | Slovensko       |
| -------------- | --------------- |
| Monte Querceto | Grmada          |
| Casali Quercig | Skaker          |
| Quota 240,4    | Jugelce (240 m) |
| Quota 426      | Kočerič (426 m) |
| Quota Loza     | Loza (521 m)    |

### R
| Italijansko                                         | Slovensko                                                                |
| --------------------------------------------------- | ------------------------------------------------------------------------ |
| Rabuiese                                            | Rabujez                                                                  |
| Raccolana                                           | Reklanica                                                                |
| Reant                                               | Derjan                                                                   |
| Redipuglia                                          | Sredipolje (Redipulja)                                                   |
| Repen (nekoč Rupingrande)                           | Repen                                                                    |
| (Val) Resia                                         | Rezija                                                                   |
| Resiutta                                            | Na Bili (Na Beli)                                                        |
| Restoccina                                          | Rastočno                                                                 |
| (torrente) Rieca                                    | Reka (Rieka)                                                             |
| Rio Bianco                                          | Beli potok                                                               |
| Rio Bianco                                          | Bele vode (pri Trbižu)                                                   |
| Rio Chiaro                                          | Bistra                                                                   |
| Rio della Chiusa                                    | Kljužica                                                                 |
| Rio del Lago/Torrente Slizza                        | Ziljica (tudi Jezernica)                                                 |
| Rio del Lago                                        | Jezerski potok (iz Belopeških jezer)                                     |
| Rio Drignizza                                       | Drenjica?                                                                |
| Rio Fidri                                           | Fedrich?                                                                 |
| Riofreddo                                           | Mrzla voda                                                               |
| Rio Nero                                            | Črni potok                                                               |
| Rio Ospo                                            | Osapska reka                                                             |
| Rio Porfido                                         | Krešnja voda                                                             |
| Rio Vodizza                                         | Vodica                                                                   |
| Riserva Naturale delle Falesie di Duino             | Naravni rezervat Devinske stene                                          |
| Riserva Naturale dei Laghi di Doberdò e Pietrarossa | Naravni rezervat Doberdobskega in Prelestnega jezera                     |
| Rocca di Monrupino                                  | Tabor (418 m)                                                            |
| Roiano                                              | Rojan                                                                    |
| Romans d'Isonzo                                     | Romanž na Soči                                                           |
| Ronchi dei Legionari                                | Ronke                                                                    |
| Ronchi di Craoretto                                 |                                                                          |
| Rosandra                                            | Glinščica                                                                |
| Rosazzo                                             | Rožac (Abbazia di Rosazzo, Benediktinski samostan Rožac/Rožaška opatija) |
| Rozzol                                              | Rocol                                                                    |
| Ruchin                                              | Zaročilo                                                                 |
| Repen (nekoč Rupingrande)                           | Repen                                                                    |
| Rupinpiccolo                                        | Repnič                                                                   |
| Russis (di Sopra/Sotto)                             | Gornji/Dolnji Rušč                                                       |
| Ruttars                                             | Rutarji                                                                  |
| Rutte Grande                                        | Rute                                                                     |
| Rutte Piccolo                                       | Male Rute                                                                |

### S
| Italijansko                                         | Slovensko                                               |
| --------------------------------------------------- | ------------------------------------------------------- |
| Sablici                                             | Sabliči                                                 |
| Sabotino                                            | Sabotin                                                 |
| Sagrado                                             | Zagraj                                                  |
| Sagrado di Sgonico                                  | Zagradec                                                |
| Salamant                                            | Salamanti                                               |
| Sales                                               | Salež                                                   |
| Saletto                                             | Salet                                                   |
| Samatorza                                           | Samatorca                                               |
| Sambo                                               | Rauan                                                   |
| Sammardenchia                                       | Smrdeče                                                 |
| San Bartolomeo-Lazzaretto                           | Sveti Jernej-Lazaret                                    |
| San Canzian d'Isonzo                                | Škocjan ob Soči                                         |
| San Dorligo della Valle                             | Dolina                                                  |
| San Floriano                                        | Sv. Florjan                                             |
| San Floriano del Collio                             | Števerjan                                               |
| San Giacomo                                         | Sveti Jakob                                             |
| San Giorgio                                         | Bila (Bilä)                                             |
| San Giovanni                                        | Sveti Ivan                                              |
| San Giovanni d'Antro                                | Sveti Ivan v Čele                                       |
| San Giovanni di Duino (al Timavo)                   | Štivan                                                  |
| San Giuseppe della Chiusa (tudi Rizmagne)           | Ricmanje                                                |
| San Giusto                                          | Sveti Just                                              |
| Sanguarzo                                           | Šenčur                                                  |
| San Leonardo                                        | Podutana (Svet Lienart, Šentlenart)                     |
| Laglesie San Leopoldo                               | Lipalja vas                                             |
| San Lorenzo                                         | Jezero                                                  |
| San Lorenzo Isontino                                | Šlovrenc ob Soči                                        |
| San Martino di Carso                                | Martinščina                                             |
| San Mauro                                           | Štmaver                                                 |
| San Michele del Carso                               | Vrh sv. Mihaela                                         |
| San Nicolò                                          | Sveti Miklavž                                           |
| San Pelagio                                         | Šempolaj                                                |
| San Pier d'Isonzo                                   | Špeter ob Soči                                          |
| San Pietro al Natisone                              | Špeter Slovenov (Špietar)                               |
| San Pietro Chiazzacco                               | Teje                                                    |
| San Rocco-Sant'Anna                                 | Podturn-Sv. Ana                                         |
| San Rocco-Zindis                                    | Sveti Rok-Cindis                                        |
| San Sabba                                           | Sv. Sobota                                              |
| Sant'Andrea                                         | Štandrež                                                |
| Sant'Antonio in Bosco (nekoč Sant'Antonio in Selva) | Boršt                                                   |
| Santa Barbara                                       | Korošci                                                 |
| Santa Caterina                                      | Šentkatrija                                             |
| Santa Croce di Trieste                              | Križ pri Trstu                                          |
| Santa Maria Maddalena (Inferiore/Supreiore)         | Sveta Marija Magdalena (Spodnja/Zgornja) (del Trsta)    |
| Savogna (di Cividale)                               | Sovodnje (Sauodnja)                                     |
| Savogna d'Isonzo                                    | Sovodnje ob Soči                                        |
| Sbourlovca                                          | Žburlovca                                               |
| Scale                                               | Skale                                                   |
| Scariano                                            | Škrlje                                                  |
| Scedina                                             | Ščedno                                                  |
| Scorcola                                            | Škorklja                                                |
| Scriò                                               | Skrljevo                                                |
| Scrutto                                             | Škrutovo                                                |
| Sedilis                                             | Sedila                                                  |
| Sele                                                | Sele (426 m)                                            |
| Sella Nevea                                         | Na Žlebeh, Nevejski prelaz, Nevejsko sedlo              |
| Sella Križ                                          | Sedlo Križ                                              |
| Sella delle Cave                                    | Rabeljska škrbina                                       |
| Sella di Colrotondo                                 | Sedlo Črni vrh                                          |
| Sella di Somdogna                                   | Rudni vrh                                               |
| Sella Foredor                                       | Predol (preval na 1089 m med Velikim in Malim Karmanom) |
| Senoseta                                            | Snežate                                                 |
| Servola                                             | Škedenj                                                 |
| Seuza                                               | Seuce/Selce                                             |
| Sgonico                                             | Zgonik                                                  |
| Slivia                                              | Slivno                                                  |
| Sistiana                                            | Sesljan                                                 |
| Skedenz                                             | Skedanc                                                 |
| Slapovicco                                          | Slapovik                                                |
| Slavia Veneta ali Slavia Friulana                   | Beneška Slovenija, Benečija                             |
| Soleschiano                                         | Soleščan                                                |
| Sorzento                                            | Sarženta                                                |
| Sottolongera                                        | Podlonjer                                               |
| Sottomonte (nekoč)                                  | Piščanci                                                |
| Specognis                                           | Špehuonja                                               |
| Spignon                                             | Vrh (Varh)                                              |
| Spragna                                             | Špranja                                                 |
| Squarzulis                                          | Škvarča                                                 |
| Stabet                                              | Koroški Špik                                            |
| Staranzano                                          | Štarancan                                               |
| Stella                                              | Štele                                                   |
| Stermizza                                           | Starmica                                                |
| Stolvizza                                           | Solbica                                                 |
| Straccis                                            | Stražice                                                |
| Stramare                                            | Štramar                                                 |
| Stregna                                             | Srednje (Sriednje)                                      |
| Studena Alta                                        | Gornja Studena                                          |
| Studena Bassa                                       | Dolnja Studena                                          |
| Stupizza                                            | Štupica                                                 |
| Sturma                                              | Selišča                                                 |
| Subit                                               | Subid                                                   |
| Casali Suoch                                        |                                                         |
| Sverinaz                                            | Zverinac                                                |

### T
| Italijansko              | Slovensko              |
| ------------------------ | ---------------------- |
| (fiume) Tagliamento      | Tilment                |
| Taipana                  | Tipana                 |
| Ta na Taviele            | Ta na Toviele          |
| Tapogliano               | Topoljan               |
| Tarcento                 | Čenta (rez.Tarčét)     |
| Tarvisio                 | Trbiž                  |
| Tercimonte               | Tarčmun (tudi Trčmun)  |
| Ternova Piccola          | Trnovca                |
| Terstenico               | Trstenik               |
| (fiume) Timavo           | Timava                 |
| Togliano                 | Toljan                 |
| Tolmezzo                 | Tolmeč                 |
| Topolò/Topolove          | Topolovo (Tapoluove)   |
| (torrente) Torre         | reka Ter               |
| Torreano                 | Tavorjana              |
| Torre Carnizza           | Krnični turn           |
| Torre di Valromana       | Turn                   |
| Torre Genziana           | Turn pod Cijanerico    |
| Torre Nord               | Špik nad Zadnjo polico |
| (torrente) Alberone      | Aborna                 |
| Torrente Barbucina       | Čubnica                |
| Torrente Casarenza       | Kasarnica              |
| (torrente) Cosizza       | Kozica (Kozca)         |
| (torrente) Groina        | Grojnica               |
| (torrente) Pontebbana    | potok Tablja           |
| (torrente) Staritamer    | Stari Tamar            |
| (torrente) Uqua          | Ukevski potok          |
| (torrente) Versa         | Birša                  |
| Tribil di Sopra          | Gorenji Tarbij         |
| Tribil di Sotto          | Dolenji Tarbij         |
| Tricesimo                | Taržizem               |
| Trieste                  | Trst                   |
| Trusgne                  | Trušnje                |
| Tumulo del Monte Cocusso | Velika Groblja (661 m) |
| Turriaco                 | Turjak                 |

### U
| Italijansko                                                | Slovensko                                       |
| ---------------------------------------------------------- | ----------------------------------------------- |
| Uccea                                                      | Učja                                            |
| Torrente Uccea                                             | potok Učja                                      |
| Udine                                                      | Videm/Viden                                     |
| Uclanzi                                                    | Klanec                                          |
| Ugovizza                                                   | Ukve                                            |
| Unione Territoriale Intercomunale Giuliana                 | Julijska medobčinska zveza                      |
| Unione Territoriale Intercomunale Carso Isonzo Adriatico   | Medobčinska zveza Kras-Soča-Jadran              |
| Unione Territoriale Intercomunale Collio - Alto Isonzo     | Medobčinska zveza Brda-Zgornje Posočje (Gorica) |
| Unione Territoriale Intercomunale del Natisone             | Nadiška medobčinska zveza                       |
| Unione Territoriale Intercomunale del Torre                | Terska medobčinska zveza                        |
| Unione Territoriale Intercomunale Val del Ferro-Val Canale | Medobčinska zveza Železna in Kanalska dolina    |
| Ussivizza                                                  | Ušiuca                                          |

### V
| Italijansko                      | Slovensko                           |
| -------------------------------- | ----------------------------------- |
| Val d'Aupa, Val Aupa             | Dolina Avpe, Avpska dolina          |
| Valbruna                         | Ovčja vas                           |
| Val Calda                        | Ćauda                               |
| Val Canale                       | Kanalska dolina                     |
| Val Dogna                        | Dunjska dolina                      |
| Valle del Fella /Canal del Ferro | dolina Bele /Železna dolina         |
| Val di Riofreddo                 | Dolina Mrzle vode                   |
| Val(le) di Ugovizza              | Ukevski graben                      |
| Valerisce                        | Valerišče                           |
| Valle/Val di Sufumberc           | Podcierkuo (Podcerkvijo, Podcerkev) |
| Valle di Pradolino               | Pradol                              |
| Vallemontana                     | Konolič                             |
| Valli del Cornappo               | Karnajska dolina                    |
| Vallone dell'Acqua/Groina        | Grojna                              |
| Vallone di Malborghetto          | Naborješki graben                   |
| Vallone di Rio Bianco            |                                     |
| Val Raccolana                    | Reklanska dolina                    |
| Val Rio del Lago                 | Jezerska (Rabeljska) dolina         |
| Valmaura                         |                                     |
| Valromana                        | Remšendol                           |
| Val Rosandra                     | Dolina Glinščice                    |
| Varch                            | Varh (Vrh)                          |
| (Rio) Vedronza                   | Bedroža                             |
| Vedronza                         | Njivica                             |
| Vencò                            | Jenkovo                             |
| Venzone                          | Pušja vas (ves)                     |
| Vermegliano                      | Romjan                              |
| Vernasso                         | Dolenji Barnas                      |
| Versa                            | Verša                               |
| Vetta Bella                      | Lepa glava                          |
| Vetta Grande                     | Veliki vrh (486 m)                  |
| Vignano                          | Vinjan                              |
| Villanova                        | Zauarh, Zavarh (Zavrh)              |
| Villanova delle Grotte           | Zavarh                              |
| Vignano                          | Vinjan                              |
| Villa Alta                       | Pod klancem                         |
| Villa Bassa                      | Bela Peč                            |
| Villa Carsia                     | Kraška vas (Opčine)                 |
| Località Villa Vasi              | V Vasi                              |
| Villagio del Pescatore           | Ribiško naselje                     |
| Villa Opicina (tudi Opcina)      | Opčine                              |
| Villesse                         | Vileš                               |
| Visintini                        | Vižintini                           |
| Visogliano                       | Vižovlje                            |
| Vižman                           | Vižman (440 m)                      |
| Volovnjek                        | Volovnjek (468 m)                   |
| Vnanji vrh                       | Vnanji vrh (400 m)                  |

### Z
| Italijansko                    | Slovensko        |
| ------------------------------ | ---------------- |
| Zabrida                        | Zabardo (Zabrdo) |
| Zaiama                         | Zajama           |
| Zapatocco                      | Zapatok          |
| Zamier                         | Zajmir           |
| Završek                        | Završek (368 m)  |
| Zegla                          | Ceglo            |
| Col (nekoč Zolla di Monrupino) | Col              |
| Zuc dal Bôr                    | Čuk (2195 m)     |